# Josep Llimona i Bruguera

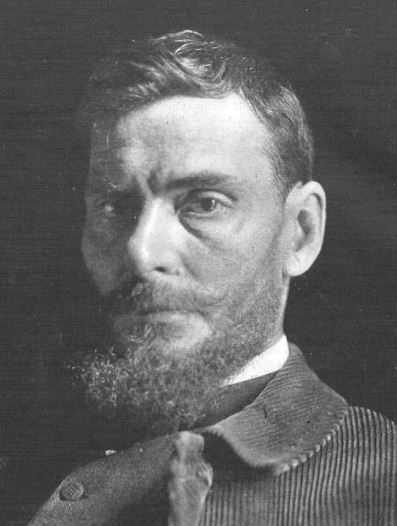
Josep Llimona, 1907

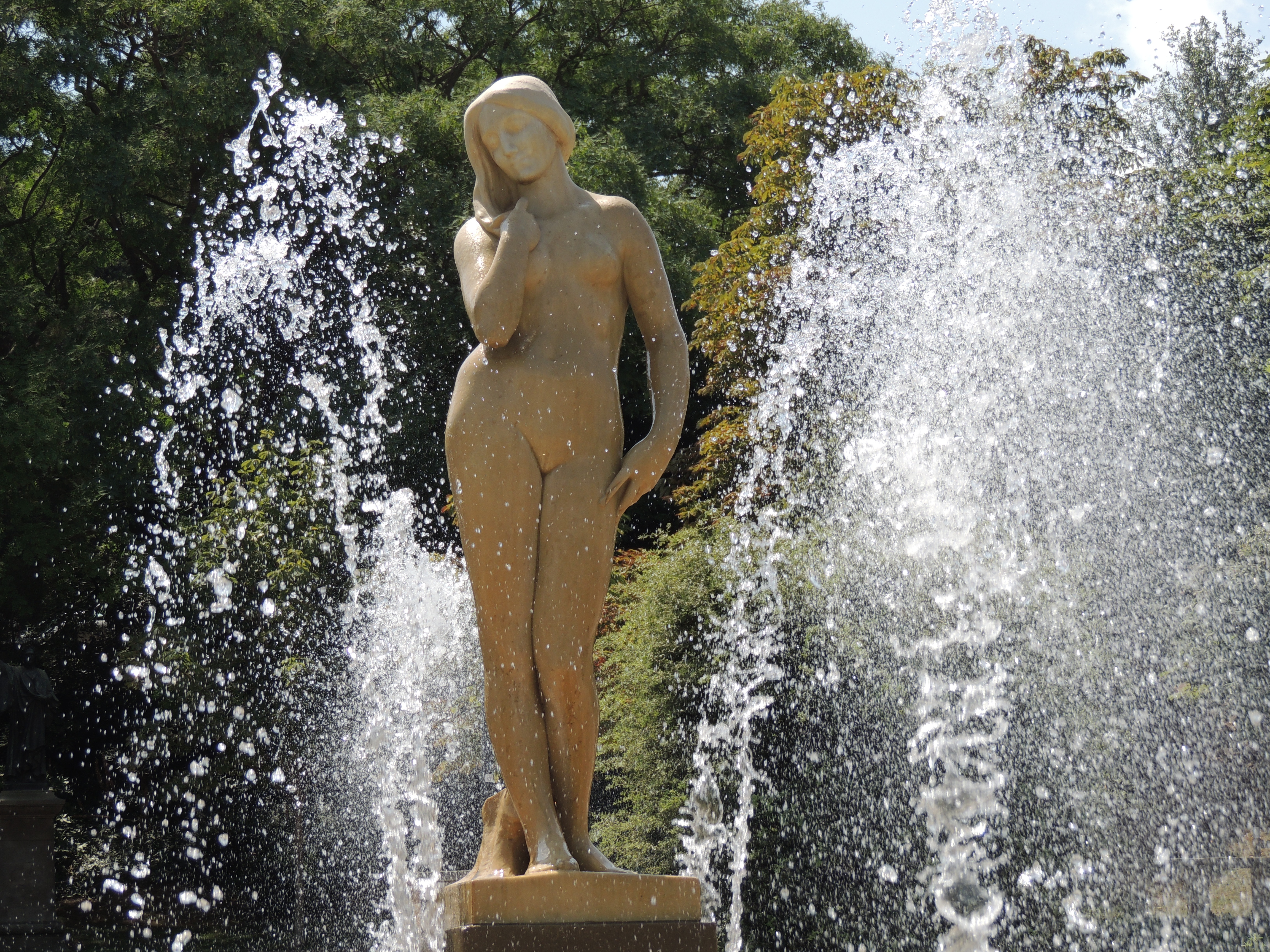
Font de la Bellesa (Springbrunnen der Schönen, 1925) Plaça de Dante am Fuße des Montjuïc, Barcelona

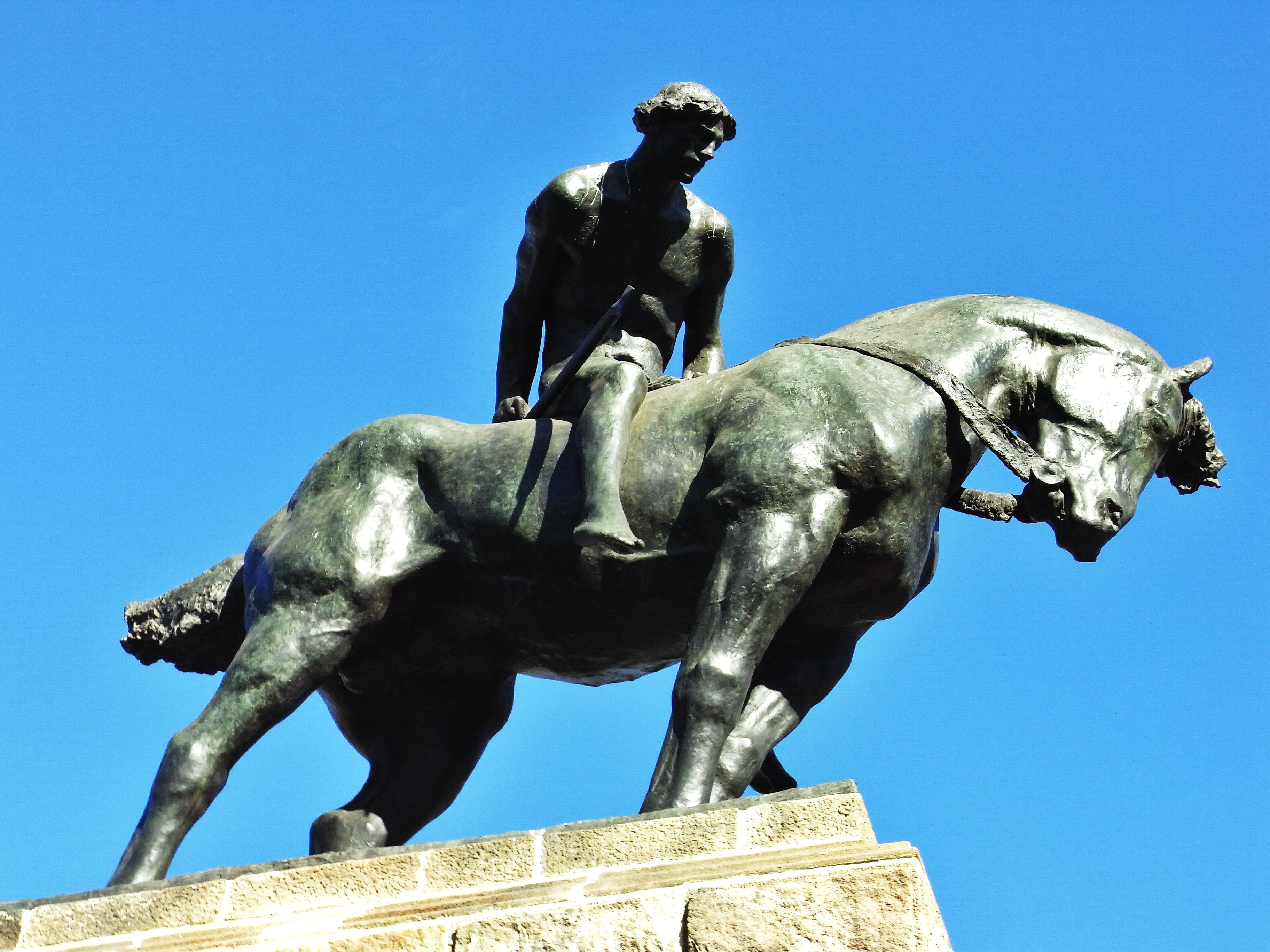
Sant Jordi (Heiliger Georg, 1924) im Parc de Montjuïc, Barcelona

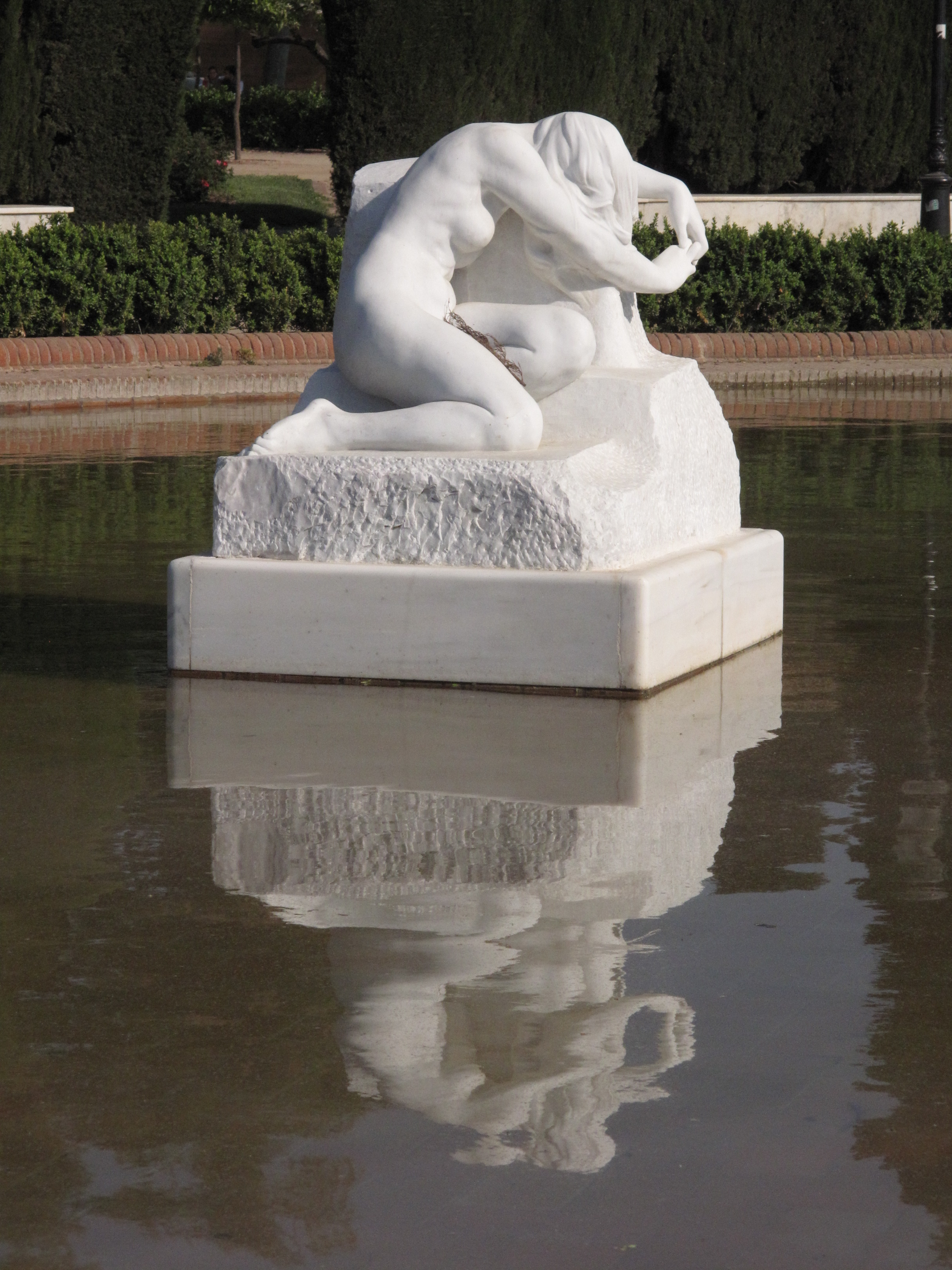
Desconsol (Betrübnis, 1917) Parc de la Ciutadella, Barcelona

Josep Llimona i Bruguera (* 8. April 1864 in Barcelona; † 27. Februar 1934 ebenda) war ein katalanischer Bildhauer. Er ist einer der herausragenden Vertreter des katalanischen Modernismus sowie des Symbolismus. Josep Llmona ist der jüngere Bruder des Malers Joan Llimona i Bruguera.

## Werden des Künstlers
Bereits als Kind erhielt er eine künstlerische Ausbildung bei dem Barceloneser Maler Frederic Trias i Planas. Später studierte er Bildende Künste an der Llotja, der Kunsthochschule von Barcelona. 1880, mit 16 Jahren, erhielt er für die Skulptur El fill pròdig (Der verlorene Sohn, 1879 – heute zu sehen im MNAC) von der Stadt Barcelona das Fortuny-Stipendium für einen Studienaufenthalt in Rom. Sein Bruder Joan begleitete ihn. In Rom arbeitete er im Atelier des modernistischen Malers Enric Serra i Auqué und besuchte die Acadèmia Gigi. 1880 schuf er den Patrici romà (Römischen Patrizier), das Probestück für sein Rom-Stipendium, und eine Skizze für die Reiterstatue Ramon Berenguer der Große, Graf von Barcelona, Girona und Osona. Ab 1886 zurück in Barcelona schuf er die Formen für das Kolumbus-Monument. 1888 schuf er mehrere Werke für die Weltausstellung in Barcelona. Die endgültige Version des Reiterstandbildes von Ramon Berenguer wurde auf dem gleichnamigen Platz aufgestellt. Zudem schuf er den Fries für den Triumphbogen in Barcelona. Auf der Weltausstellung erhielt er eine Goldmedaille für die Statue Eqüestre Romana (Berittener Römer).

## Der anerkannte Künstler
Angestoßen durch die Konversion seines Bruders Joan zum Katholizismus gründete er mit ihm den Cercle Artístic de Sant Lluc und begann, Werke mit religiöser Thematik zu schaffen: Mare de Déu del Roser (Muttergottes im Rosenhag, 1892), Consumatum est (Es ist vollbracht, 1896 im Rosenkranzheiligtum von Montserrat), Primera Comunió (Erstkommunion, 1897 – heute im MNAC). Im Jahr 1900 zeigte er in Ausstellungen in Barcelona und in Olot, wohin er sich öfter zurückzog, erstmals Zeichnungen nackter Frauen – ein Thema, das er von nun an öfter künstlerisch bearbeitete. Der Tod seiner Frau im Jahr 1901 verstärkte seinen introvertierten Charakter. Llimona erhielt zahlreiche private wie öffentliche Aufträge. Für den Privatbereich gestaltete er zahlreiche Grabmale. Eine öffentliche Auftragsarbeit war beispielsweise das Monument für Doctor Robert in Barcelona (1903 / 1910). Auf der Internationalen Ausstellung der Schönen Künste in Barcelona 1907 erhielt er den Ehrenpreis für sein Werk Desconsol (Betrübnis).
1909 wurde er Ratsmitglied der Stadt Barcelona. 1914 unterstützte er Antoni Gaudí im monumentalen Rosenkranzheiligtum von Montserrat beim „Ersten glorreichen Mysterium“: „Jesus, der von den Toten auferstanden ist“ (Lk 24,6 ), mit einer Skulptur des auferstandenen Christus (Crist ressuscitat). 1918 übernahm er die Präsidentschaft des Museumsrates der Stadt. In der großen Kunstausstellung von Barcelona 1920 widmete man ihm den Ehrensaal für Skulptur. 1924 schuf er mit Sant Jordi (Heiliger Georg) eines seiner besten Werke. Zwar hatte er dieses Motiv häufiger bearbeitet, aber der Sant Jordi von 1924 zeichnet sich durch eine einzigartige Haltung auf seinem Pferd aus. Die Skulptur steht im Parc de Montjuïc von Barcelona. 1931 wurde er wieder zum Präsidenten des Museumrates gewählt, derjenigen Position, die er bereits von 1918 bis 1924 innehatte. Er wurde damit zum wichtigsten Kulturtreiber in der Blütezeit der Museen in Barcelona. Bis zu seinem Tode füllte er dieses kulturpolitische Amt aus. Neben Ausstellungen in Barcelona hatte Llimona Ausstellungen in Madrid (1901, 1915), Brüssel (1914), Paris (1919), Buenos Aires und Rosario de Santa Fe (1925). Einige seiner Werke befinden sich heute in Museen in Argentinien. Llimona war offiziell als Künstler hoch anerkannt. Er erhielt unter anderem hohe Dekorierungen durch die Regierungen Frankreichs und Italiens. Llimona erhielt auch die erste Goldmedaille für Kunst, die die Stadt Barcelona vergab.

## Privates
Josep Llimona war Sohn des Musikers Josep Llimona i Bonafont, der gleichzeitig mit der Kordfabrik Can Barnau unternehmerisch tätig war. Sein Bruder Alfons führte die Fabrik weiter, während Josep und sein Bruder Joan sich für die Bildende Kunst als Betätigungsfeld entschieden.
Josep Llimona war der Vater von Maria Llimona i Benet, Rafael Llimona i Benet und des Zeichners Lluís Llimona i Benet (1898–1960).

## Wertung
Josep Llimona war ein eklektischer Künstler, der die europäische Kunstbewegung, die über den Anekdotismus des 18. Jahrhunderts hinausgegangen war, in personam Auguste Rodin, Constantin Meunier und Albert Bartholomé assimilierte und hoch persönlich in der Form des Symbolismus weiterbildete. Man betrachtet ihn als wichtigsten Skulpteur des Modernismus, insbesondere nachdem er 1891 die Frauengestalt Modestia (Bescheidenheit) geschaffen hatte. Der wichtigste Zug seines Stiles ist eine elegante Zurückhaltung gegenüber einem möglichen Erotismus in seinen zahlreichen weiblichen Akten. In der Darstellung des männlichen Geschlechtes zäumt er die Aggressivität seiner Figuren. Auf diese Weise vermeidet er, dass seine Figuren negativ ins Gerede kommen. Beispiele für solche ausgewogenen Arbeiten sind folgende weibliche Figuren: Joventut (Jugend, 1913 – heute im MNAC), Meditació (Meditation, 1917 – heut in der Sammlung Llimona), La bellesa (Die Schöne, 1924 – im Parc de Montjuïc). Und die männlichen Figuren: El forjador (Der Schmied, 1914 – Parc de Montjuïc) oder das Monument für die Màrtirs de la Independència (Märtyrer der Unabhängigkeit, 1925 – Plaça de Garriga i Bachs). Diese Zurückhaltung, zusammen mit dem Willen, den Menschen einen Dienst anzubieten, sowie die Distanz gegenüber einem künstlichen, unsynthetischen Modernismus, begünstigte sein Wurzelschlagen im Noucentisme. Diese vermittelnden Eigenschaften treten besonders in der Figurengruppe Catalunya i les ciències (Katalonien und die Wissenschaften, 1912) im Portal der Landesbibliothek von Katalonien hervor.